# Nicole de La Chesnaye

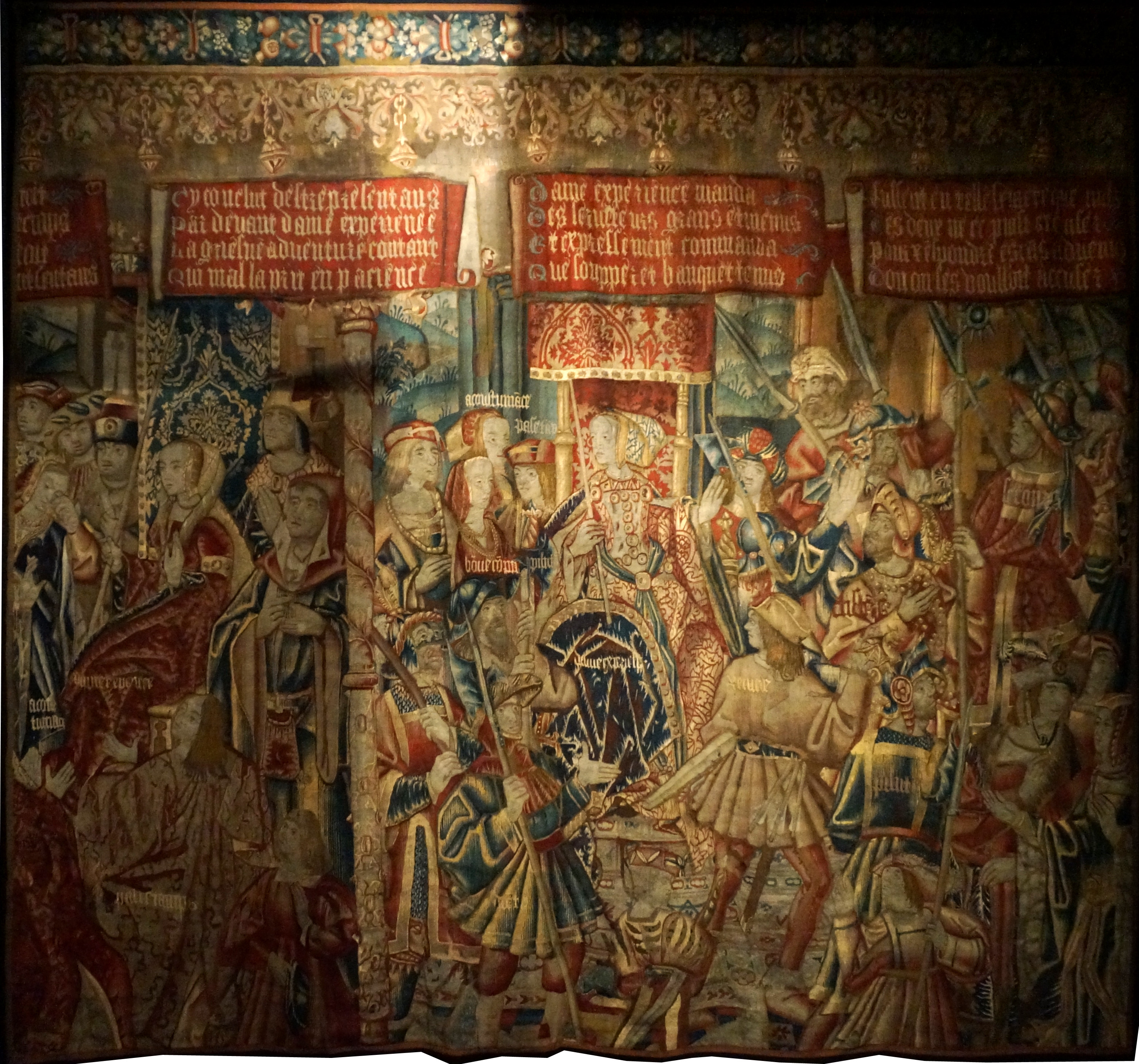
Condamnation de Banquet, tapisserie de Tournai, XVIe, présentée au Musée lorrain.

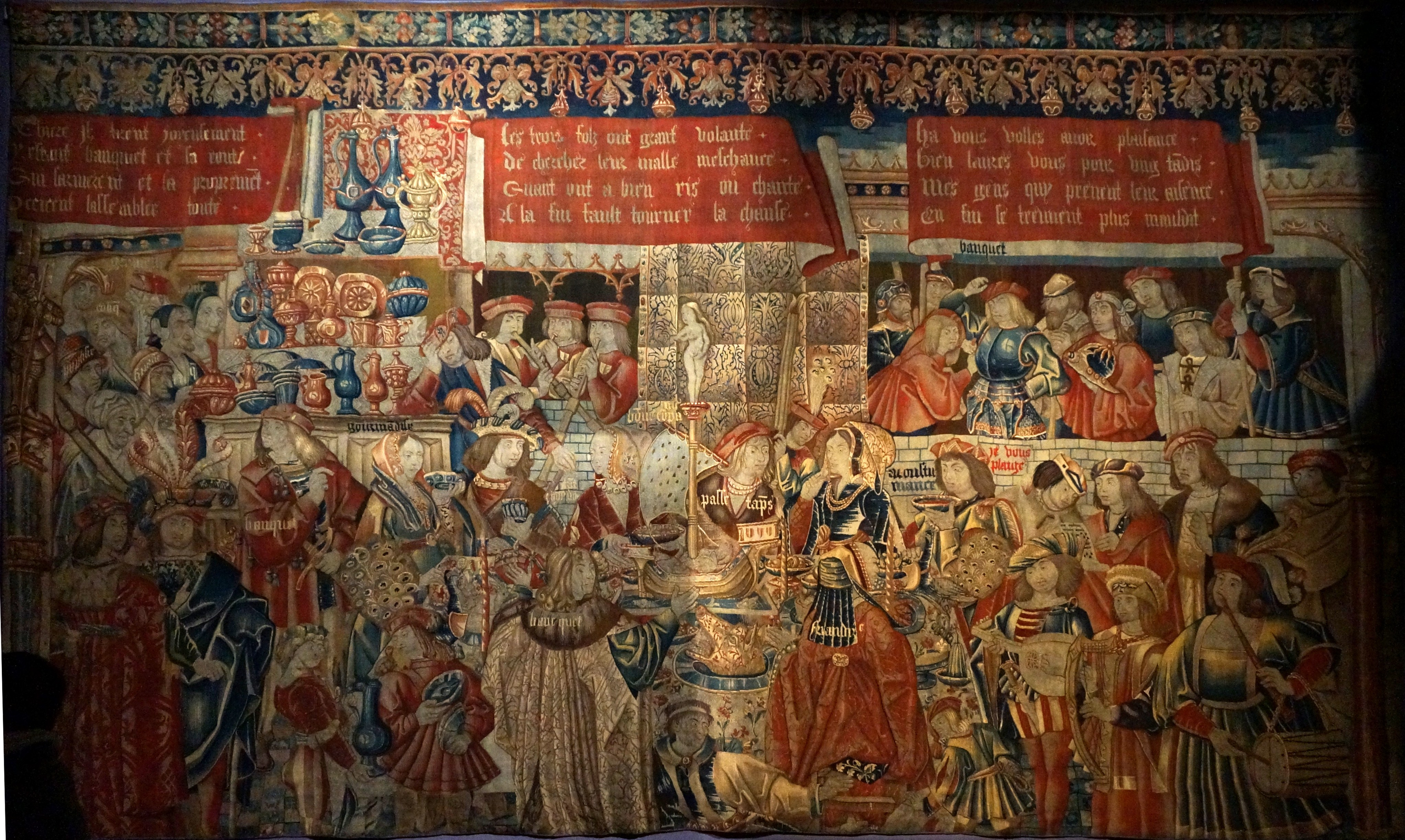
Repas de Banquet.

Nicole [ou Nicolas] de La Chesnaye est un écrivain français de la fin du XVe siècle, auteur de plusieurs textes en prose et en vers.

## Présentation
La Condamnation de Banquet est une moralité de 3644 vers, avec 38 personnages, composée probablement autour de 1500, et transmise par une édition imprimée de 1507, dans un recueil comprenant trois textes et intitulé La Nef de santé, avec le Gouvernail du corps humain et la condamnacion des bancquetz a la louenge de diepte et sobrieté. Il existe également deux manuscrits de cette moralité - sans nom d'auteur. L'attribution à Nicole de La Chesnaye a été mise en doute par Jelle Koopmans en 2005.
On attribue également à cet auteur un quatrième texte, rédigé en vers, le Traité des passions de l'âme.
La Condamnation de Banquet, une moralité "hygiéniste", a pour objectif de prévenir le spectateur contre la gloutonnerie et l’ivrognerie, tant sur le plan moral, mais aussi, ce qui est plus original, en donnant une leçon d’hygiène et de diététique. Elle met en scène des personnages allégoriques : sept joyeux compagnons, nommés Bonne-Compagnie, Gourmandise, Friandise, Passetemps, Je-bois-à-vous, Je-plaige-d'autant et Accoutumance, sont invités par Dîner, Souper et Banquet. Le premier repas a lieu chez Dîner, et les convives font honneur à une table bien servie. Mais tandis qu'ils mangent, Souper et Banquet les épient, et, jaloux, décident de se venger. Souper fait venir chez lui les maladies : Apoplexie, Paralysie, Épilepsie, Pleurésie, Colique, Esquinancie, Hydropisie, Jaunisse, Gravelle, Goutte et Apoplexie. Quand Bonne-Compagnie et ses amis font leur second puis leur troisième repas, les maladies viennent assaillir les convives. Il en résulte quatre morts : Je-bois-à-vous, Je-plaige, Friandise et Gourmandise. Les trois autres réussissent à s'enfuir et vont se plaindre à Expérience. Arrêtés, Souper et Banquet sont jugés par Expérience qui est conseillée par Hippocrate, Galien, Avicenne et Averroès. Le jugement est prononcé ; Remède proclame la sentence : Banquet est pendu. Dîner et à Souper, considérés comme indispensables pour se nourrir sont épargnés, mais à condition qu'ils mettront toujours six heures d'intervalle entre eux.
Ce texte est le sujet de deux tapisseries du XVIe siècle : l’une conservée au musée-château de Villevêque ; une autre en cinq pièces au Musée Lorrain de Nancy (ateliers de Jean Grenier, 1505 ou 1511).
En 1593, le Lucernois Renward Cysat traduit et adapte la moralité dans sa 'tragicocomedi' Convivii Process (21 actes, 9000 vers) et il relie l'original dont il s'est servi en un volume avec son texte.
La Condamnation de Banquet a fait l’objet en 1913 d’une adaptation par Roger Sémichon sous le titre : La Mort de Souper. Moralité en un acte d'après « La Condamnation de Banquet » de Nicole de La Chesnaye (XVIe siècle). Cette adaptation a été mise en scène par Charles Dullin avec des décors et costumes d'André Foy à Paris au Théâtre de l'Atelier en 1922-1923. Antonin Artaud y jouait le rôle d’Apoplexie.

## Édition
- Recueil De Farces, Soties Et Moralités Du XVe Siècle, éd. critique par P.-L. Jacob (Paul Lacroix), Paris, 1859 (rééd. en 2010)
- La Condamnation de banquet : Nicolas de La Chesnaye, éd. critique par Jelle Koopmans et Paul Verhuyck, Genève, Droz, 1991
- Spiegel des vberflüsses vnd missbruchs. Renward Cysats "Convivii Process". Kommentierte Erstausgabe der Tragicocomedi von 1593, par Heidy Greco-Kaufmann, Zürich, Chronos, 2001